# Estadio de Atletismo de Nagasaki
El Estadio de Atletismo de Nagasaki (Nagasaki Athletic Stadium), es un estadio multiusos situado en la ciudad de Nagasaki, Prefectura de Nagasaki, en Japón. El estadio inaugurado en 1969 se hizo insuficiente y anticuado ante las necesidades, en 2011 el estadio fue demolido para construir una nueva instalación que se corresponda con los requisitos para los estadios utilizados en la J-League. El nuevo estadio inaugurado en mayo de 2013 está construido íntegramente de hormigón y acero posee una capacidad para 20 200 personas. Hasta 2024 fue el estadio utilizado por el club V-Varen Nagasaki.